# Wyszanów (Wieruszów)
Wyszanów ist eine Ortschaft mit einem Schulzenamt der Stadt-und-Land-Gemeinde Wieruszów im Powiat Wieruszowski der Woiwodschaft Łódź in Polen.

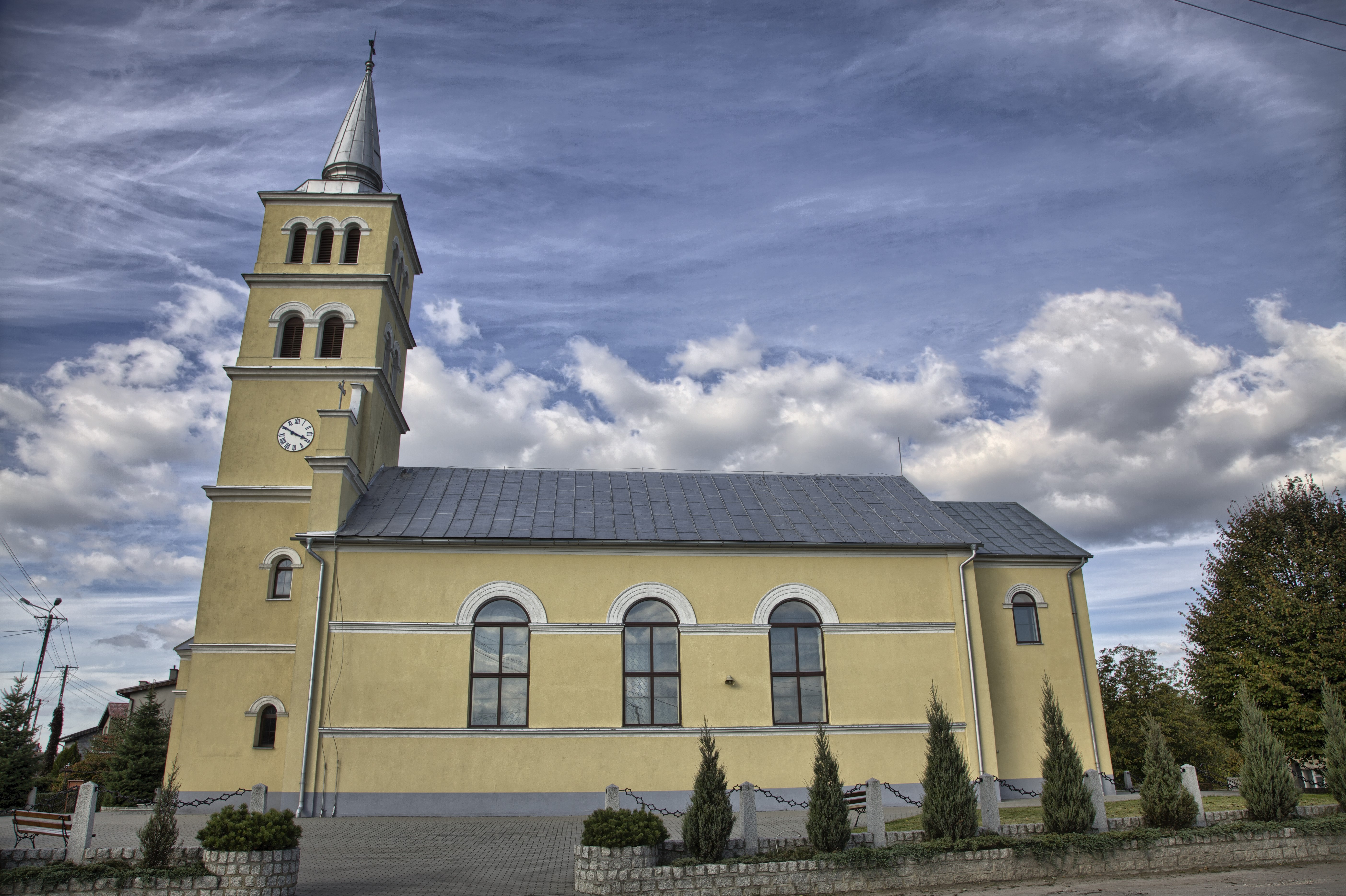
Ortskirche

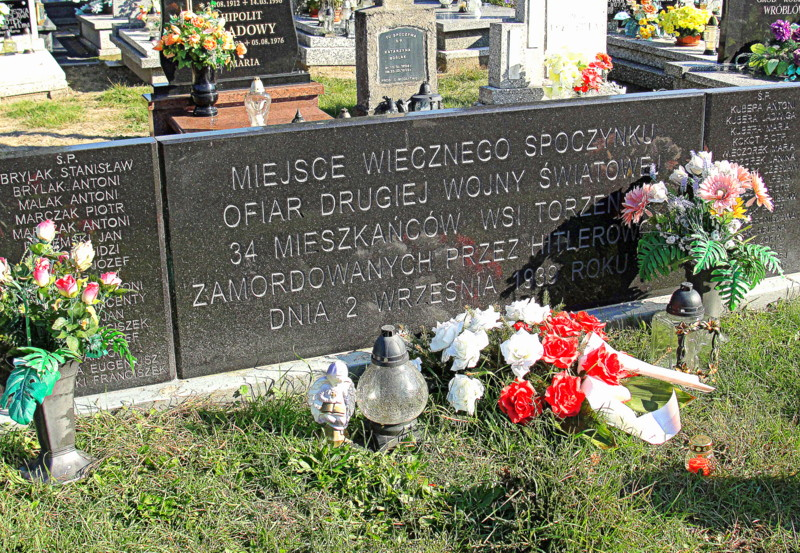
Denkmal der Opfer des Jahres 1939

## Geschichte
Anfänglich gehörte das Gebiet um Ostrzeszów und Kępno politisch zu Schlesien, wurde aber am wahrscheinlichsten um das Jahr 1146 zum Teil Großpolens. Aus dieser Zeit rührte die bis 1821 bestehende Zugehörigkeit zum Bistum Breslau.
Der Ort am linken Ufer der Prosna wurde um 1305 im Liber fundationis episcopatus Vratislaviensis (Zehntregister des Bistums Breslau) als Wyschowo erstmals urkundlich erwähnt.
1401 wurde das Gebiet von Ostrzeszów vom polnischen König dauerhaft an das Weluner Land angeschlossen. Ungefähr ab dem Jahr 1420 gehörte es der Woiwodschaft Sieradz. In der Zeit der Reformation war die Kirche in kalvinistischen Händen.
Im Zuge der zweiten polnischen Teilung kam der Ort 1793 an Preußen und gehörte dort zum Kreis Schildberg und später zum Kreis Kempen in der Provinz Posen. Nach dem Ende des Ersten Weltkriegs kam Wyszanów zu Polen, Woiwodschaft Posen. Beim Überfall auf Polen 1939 wurde das Dorf komplett zerstört und das Gebiet von den Deutschen besetzt und dem Landkreis Kempen im Reichsgau Wartheland zugeordnet.
Von 1975 bis 1998 gehörte Wyszanów zur Woiwodschaft Kalisz.